# Halle für Kunst Steiermark

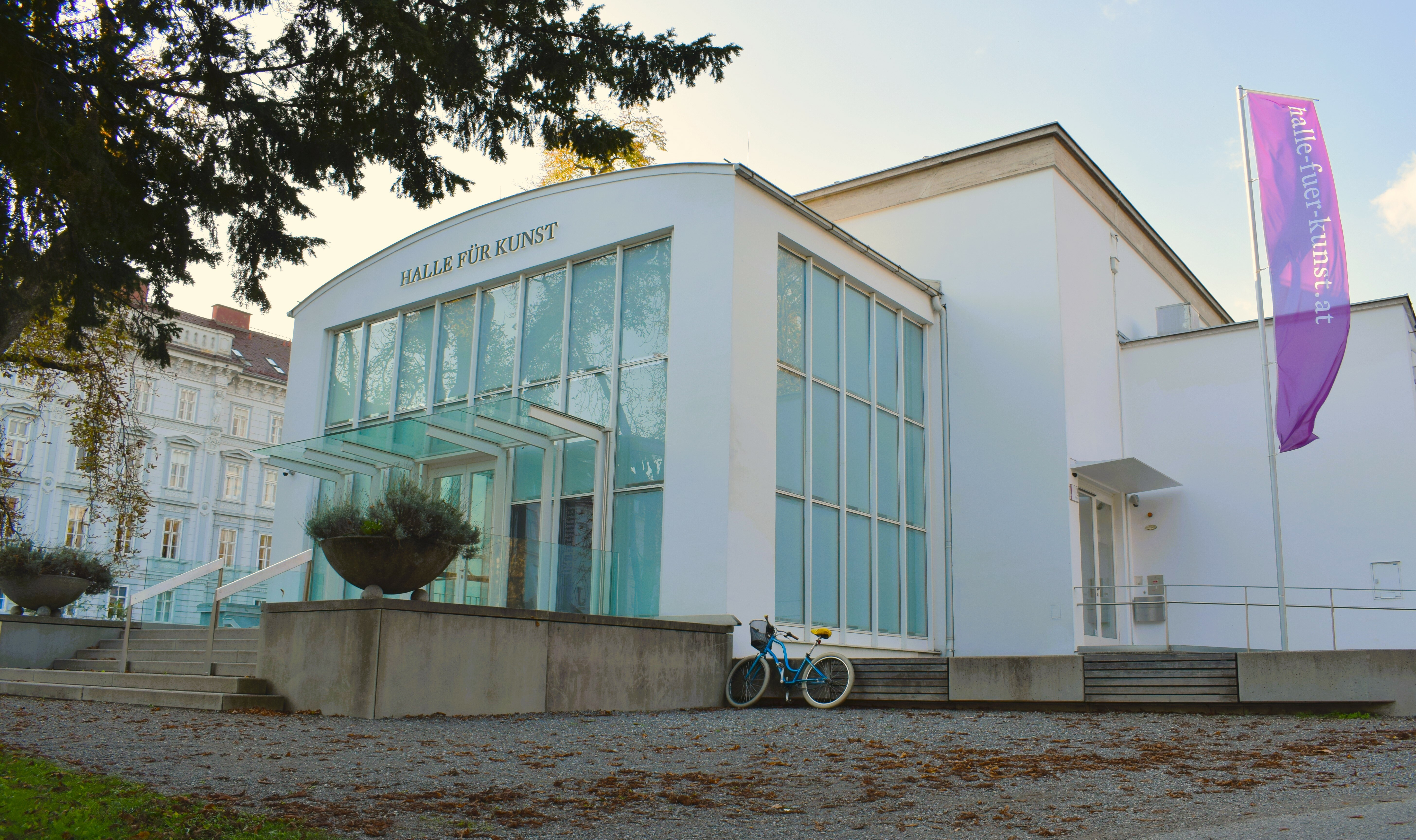
Die Halle für Kunst Steiermark im Herbst 2022

Die Halle für Kunst Steiermark (vormals Künstlerhaus Graz und Halle für Kunst & Medien) ist ein Ausstellungshaus für zeitgenössische bildende Kunst in Graz. Seit Januar 2013 verantwortet der Kunstverein Medienturm die programmatische Ausrichtung und den Betrieb des Hauses.

## Entwicklung

### Vorgeschichte 1903–1950
Ab 1903 sammelten die Kunstvereine Gelder für einen Künstlerhaus-Baufonds. Im Jahr 1909 bestimmte der Gemeinderat von Graz ein in der Nähe des Burgtores gelegenes Grundstück im Grazer Stadtpark als Standort für ein Künstlerhaus. 1910 jedoch schritten 1327 angesehene Bürger, inoffiziell angeregt von einem Ausschussmitglied des Stadtverschönerungsvereins, im Wege einer Bittschrift gegen diese Entscheidung ein. Es entwickelte sich eine tiefgreifende Diskussion um alternative Standorte.
Bis 1938 waren in den Baufonds bereits erhebliche Summen geflossen. Mit dem Anschluss Österreichs wurden die Kunstvereine jedoch zwangsaufgelöst und der Künstlerhaus-Baufonds eingezogen. Erst 1948 konnten die Vereine ihre Tätigkeit wieder aufnehmen und beanspruchten ihr von den Nazis eingezogenes Vermögen, um es dem Bau des Künstlerhauses zuzuführen. Der Steiermärkische Kunstverein  und die Genossenschaft bildener Künstler (heute: Vereinigung Bildender Künstler Steiermarks) verzichtete auf die Rückerstattung und erhielten ein verbrieftes Recht auf Mitbestimmung in der Bespielung des Künstlerhauses.

### Künstlerhaus Graz

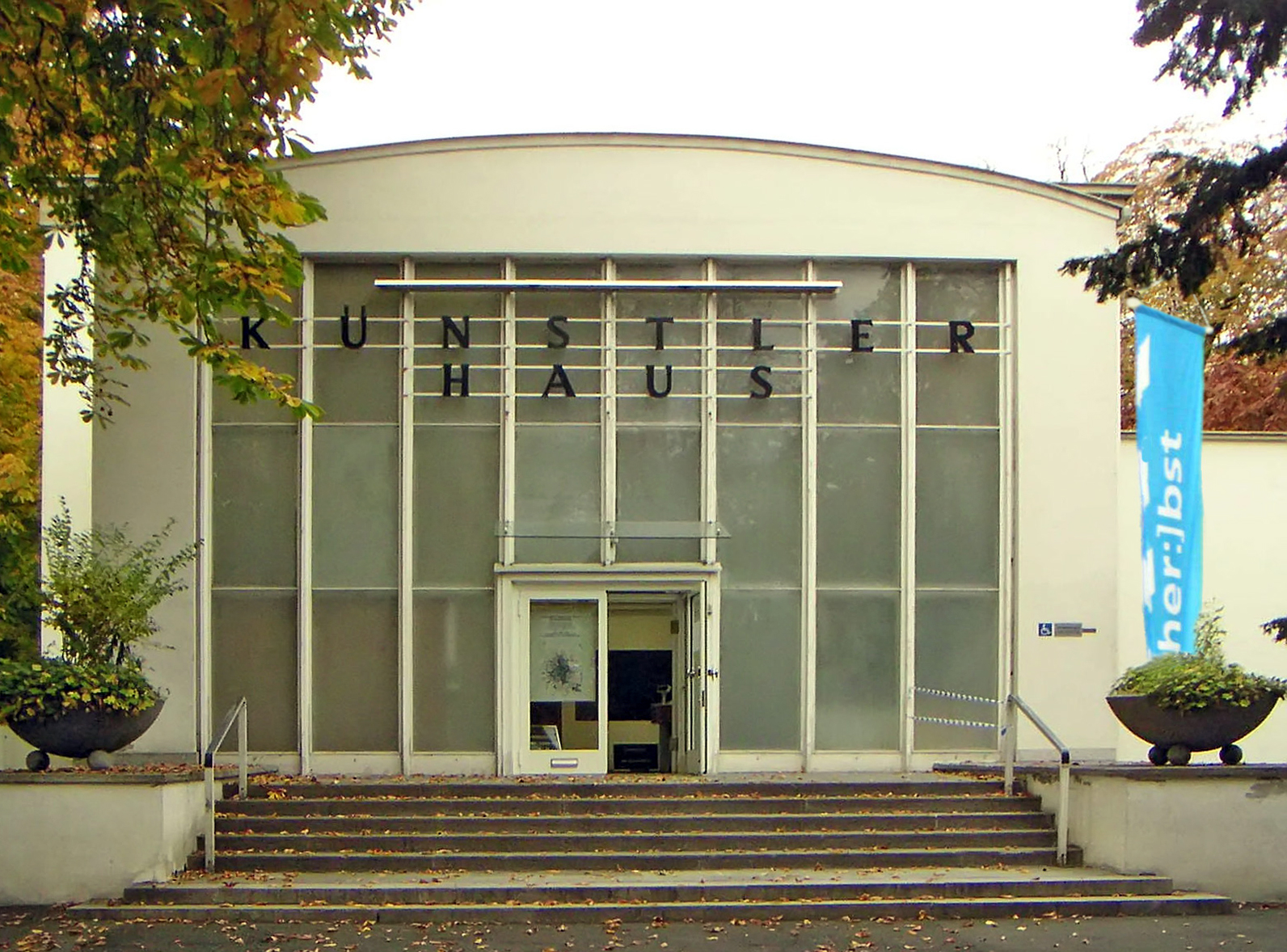
Fassade des damaligen Künstlerhauses im Jahr 2005

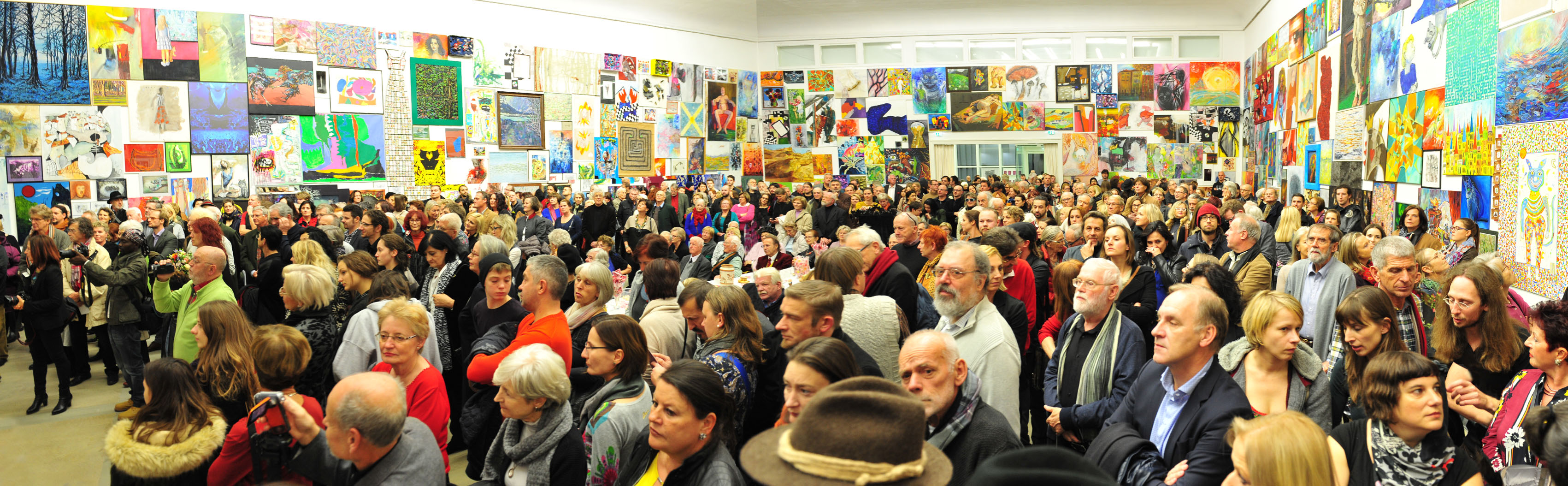
Jahresausstellung 2016 des Künstlerbunds Graz

Das Künstlerhaus Graz wurde 1951 an der Adresse Burgring 2 im Stadtpark errichtet und am 20. Juni 1952 (mit dem großen Saal, der angeschlossenen Apsis und dem abgesetzten Grafikraum) mit einer Ausstellung steirischer Künstler eröffnet. Unter der Bauherrenschaft des Landes Steiermark und aus Finanzmitteln des Landes und des Bundes (der 1938 eingezogene Fonds war von Inflation verzehrt worden) wurde es auf einer von der Stadt zur Verfügung gestellten Fläche errichtet. Es wurde vom Grazer Stadtbauamt wortwörtlich aus dem Schutt des Krieges erbaut. Den Entwurf lieferte der Architekt Robert Haueisen, der das Künstlerhaus nach Vorbild der Wiener Secession als freistehenden Ausstellungsbau konzipierte.
Erster Direktor wurde Leo Scheu, ein durch den Nationalsozialismus vorbelasteter Maler. Gemäß seiner Satzung sollte das Künstlerhaus Graz dazu dienen, die Werke der schaffenden Künstler von Graz und der Steiermark auszustellen, wobei es mehreren Künstlervereinigungen für Ausstellungen zur Verfügung stehen sollte. Dazu gehören der Künstlerbund Graz, der Sezession Graz, dem Steiermärkischen Kunstverein Werkbund und der Vereinigung Bildender Künstler Steiermarks, die Berufsvereinigung bildender Künstler Österreich, die Gruppe 77 und das Art Forum. Laut einer beim Umbau 2020 entfernten Tafel am Gebäude wurde es vom Land Steiermark als Eigentümer für „immerwährende Zeiten den bildenden Künstlern gewidmet.“
Von 2003 bis 2012 war das Künstlerhaus eine Abteilung des Universalmuseums Joanneum, unter anderem unter der künstlerischen Leitung von Werner Fenz. Die Ausstellungstermine wurden mit den genannten Vereinigungen geteilt.

### Seit 2010
Zwischen 2010 und 2012 wurde das Gebäude durch das Grazer Architekturbüro Alfred Bramberger in Zusammenarbeit mit dem Bundesdenkmalamt generalsaniert. 2012 wurde das Künstlerhaus auf Betreiben des Kulturlandesrates Christian Buchmann aus dem Joanneum herausgelöst und seine Leitung neu ausgeschrieben. Aus dem Bestellungsverfahren ging Sandro Droschl, Leiter des Kunstvereins Medienturm, als Sieger hervor. Das Künstlerhaus war somit in sämtlichen Belangen, sowohl organisatorisch als auch wirtschaftlich, unabhängig, und keinem Aufsichtsrat unterstellt. Droschls ursprünglich bis 2015 befristeter Vertrag wurde bis 2016 verlängert, Auch aus der folgenden Ausschreibung ging er erfolgreich hervor. Unter Droschls Leitung erfuhr das Künstlerhaus eine internationalere Ausrichtung. 2018 wurden Konflikte mit den alteingesessenen Künstlerverbänden publik, welche sich beklagten, dass die ihnen zur Verfügung gestellte Ausstellungszeit von ursprünglich einem halben Jahr auf mittlerweile 2,5 Wochen für alle fünf Verbände zusammen gekürzt worden sei. Die Vereinigung Bildender Künstler Steiermark, die Sezession Graz und die Berufsvereinigung Bildender Künstler reichten aus Protest insgesamt 66 weiße Leinwände bei einem von Droschl ausgeschriebenen Bewerb ein.
Ab 2020 wurde das Künstlerhaus, weiterhin unter Sandro Droschls Leitung, organisatorisch neu aufgestellt und baulich erneut adaptiert. Auch eine Erhöhung des Budgets konnte erreicht werden. Nachdem zwischenzeitlich der Name „Kunsthalle Steiermark“ kolportiert worden war, wurde der Bau 2021 unter den neuen Namen „Halle für Kunst Steiermark“ wiedereröffnet.

## Räume
Das Haus bietet im Wesentlichen ebenerdig eine große, hohe Halle mit einer Apsis mit etwas erhöhtem Boden im Norden. Ostseitig schließt ein niedrigere länglicher kleinerer Raum an. Über die breite Treppe vor dem Eingang im Osten gelangt man in das kleine Foyer, von dem sich seitlich zwei Treppen in das Untergeschoß hinunter wendelt. Von hier gelangt man in Sanitärräume und zwei Ausstellungsräume mit demselben Grundriss wie im Erdgeschoß, jedoch ohne Apsis. Die Raumhöhe ist hier geringer. In der Halle stützen acht Säulen die Decke. Eine flache Rampe führt als zweiter Zugang neben dem Haupteingang in das Gebäude. Seit der Renovierung 2010 bis 2012 verfügt das Gebäude über insgesamt 670 m² Ausstellungsfläche und 1100 m² Nutzfläche.

## Ausstellungshistorie
Zwischen 1952 und 1991 beschloss das Kuratorium des Künstlerhauses, bestehend aus Vertretern der Landesregierung, der Stadt Graz, der Künstlervereinigungen, des Unterrichtsministeriums und der Bundesgewerbeschule Graz, die Aufteilung der Ausstellungen. Auch die Neue Galerie am Landesmuseum Joanneum sowie der Grazer Kunstverein organisierten bis 2011 regelmäßig Ausstellungen im Künstlerhaus.
Ab 1963 fand bis 1995 regelmäßig alle zwei Jahre die Dreiländer-Biennale Trigon statt. Sie wurde auf Initiative von Hanns Koren als Präsentation des aktuellen Kunstschaffens von Österreich, Italien und Jugoslawien konzipiert. Im Lauf der Jahre wurde Künstlern aus weiteren Ländern (Ungarn, später Deutschland, Frankreich, Großbritannien, Spanien und Tschechien) die Teilnahme ermöglicht. Alternierend dazu wurden ab 1966 auch trigon-Personalen mit bedeutenden Künstlern aus den Teilnehmerländern veranstaltet. Ab 1965 lag die Durchführung der Ausstellung in der Verantwortung der Neuen Galerie am Landesmuseum Joanneum. Die Ausstellungsgestaltung hatten unter anderem Günther Domenig und Eilfried Huth über.
Wichtige Ausstellungen im Haus waren:
- 1952: Eröffnungs-Ausstellung Steirischer Künstler
- 1957: Le Corbusier
- 1960: 80 Maler der École de Paris 1900–1959
- 1996: 2. Österreichische Triennale zur Fotografie. Radikale Bilder
- 2002: Cosima von Bonin. Fondorientierte Ausstattung
- 2013: Kerstin Cmelka. Kunst und Lebensform
- 2014: Philipp Timischl. They were treating me like an object. As if I were some sextoy or shit. I don’t wanna see them again.
- 2017: Abstract Hungary
- 2020: Herbert Brandl. 24/7